# プレステージ・インターナショナル アランマーレ (バスケットボール)
プレステージ・インターナショナル アランマーレ (Prestige International Aranmare) は、バスケットボール女子日本リーグに所属するプレステージ・インターナショナルの女子バスケットボール部。活動拠点は秋田県秋田市。

## 概要
プレステージ・インターナショナルが「地域を元気にしたい」「女性の活躍を応援したい」という思いから、2015年に設立。チーム名はイタリア語でオレンジを意味するarancia（アランチャ）と海を意味するmare（マーレ）を組み合わせた造語である。

### マスコット
- アラマ[1]

### ユニフォーム

#### ユニフォームサプライヤー
- 2021 - 現在：UNDER ARMOUR

## 歴史
2015年設立。初代ヘッドコーチに元Wリーガーの吉田沙織が就任し、秋田公立美術大学体育館などを練習拠点に定めた。
2018年より地域リーグに参加。
2019年、デンソーアイリス前ヘッドコーチの小嶋裕二三、元秋田ノーザンハピネッツの高橋憲一がコーチ就任。
2020年6月4日、2021-22シーズンからのWリーグ参加が発表された。Wリーグ新規参入は2004年のトヨタ紡織サンシャインラビッツ以来17年ぶりである。2022年1月15日の東京羽田戦でWリーグ初勝利。

## 成績
最終結果()内はリーグ参加チーム数。
| 年度    | リーグ  | 回 | レギュラーシーズン | レギュラーシーズン | レギュラーシーズン | プレイオフ | 最終結果 | 皇后杯 |
| 年度    | リーグ  | 回 | 勝                 | 敗                 | 順位               | プレイオフ | 最終結果 | 皇后杯 |
| ------- | ------- | -- | ------------------ | ------------------ | ------------------ | ---------- | -------- | ------ |
| 2021-22 | Wリーグ | 23 | 2                  | 22                 | 12位               | ---        | 12位(13) | 3回戦  |
| 2022-23 | Wリーグ | 24 | 8                  | 18                 | 10位               | ---        | 10位(14) | 3回戦  |
| 2023-24 | Wリーグ | 25 | 4                  | 22                 | 13位               | ---        | 13位(14) | 3回戦  |

*F:ファイナル、SF:セミファイナル、QF:クォーターファイナル、SQF:セミクォーターファイナル

### 歴代ヘッドコーチ
1. 吉田沙織
2. 安田壮史
3. 孫潔萍
4. 相楽幸城
5. 小嶋裕二三